# Лаже (Словенія)
Лаже (словен. Laže) — поселення в общині Дівача, Регіон Обално-крашка, Словенія. Висота над рівнем моря: 681,3 м.